# Challenger de Monza
El Internazionali di Monza E Brianza es un torneo profesional de tenis. Pertenece al ATP Challenger Series. Se juega desde el año 2005 sobre pistas de tierra batida, en Monza, Italia.

## Palmarés

### Individuales
| Año  | Campeón              | Finalista        | Resultado        |
| ---- | -------------------- | ---------------- | ---------------- |
| 2012 | Daniel Gimeno-Traver | Albert Montañés  | 6–2, 4–6, 6–4    |
| 2011 | Julian Reister       | Alessio di Mauro | 2–6, 6–3, 6–3    |
| 2010 | Daniel Brands        | Pablo Andújar    | 6–7(4), 6–3, 6–4 |
| 2009 | David Marrero        | Antonio Veić     | 5–7, 6–4, 6–4    |
| 2008 | Albert Montañés      | Alberto Martín   | 3–6, 7–6(1), 6–3 |
| 2007 | Werner Eschauer      | Jan Hájek        | 6–0, 3–0 retired |
| 2006 | Nicolas Devilder     | Flavio Cipolla   | 6–2, 7–5         |
| 2005 | Alessio di Mauro     | Nicolas Devilder | 6–1, 2–6, 6–3    |

### Dobles
| Año  | Campeones                           | Finalistas                        | Resultado         |
| ---- | ----------------------------------- | --------------------------------- | ----------------- |
| 2012 | Andrey Golubev Yuri Schukin         | Teymuraz Gabashvili Stefano Ianni | 7–64, 5–7, [10–7] |
| 2011 | Johan Brunström Frederik Nielsen    | Jamie Delgado Jonathan Marray     | 5–7, 6–2, [10–7]  |
| 2010 | Daniele Bracciali David Marrero     | Martin Fischer Frederik Nielsen   | 6–3, 6–3          |
| 2009 | James Auckland Travis Rettenmaier   | Dušan Karol Jaroslav Pospíšil     | 7–5, 6–7(6), 10–4 |
| 2008 | Stefano Galvani Alberto Martín      | Denis Gremelmayr Simon Greul      | 7–5, 2–6, 10–3    |
| 2007 | Nathan Healey Jordan Kerr           | Ricardo Hocevar Alexandre Simoni  | 6–4, 6–3          |
| 2006 | Rubén Ramírez Hidalgo Tomas Tenconi | Leonardo Azzaro Christopher Kas   | 4–6, 6–4, 13–11   |
| 2005 | Nicolas Devilder Olivier Patience   | Massimo Bertolini Uros Vico       | 7–5, 6–4          |